# Heterachthes texanus
Heterachthes texanus là một loài bọ cánh cứng trong họ Cerambycidae.